# John Allis
John Cotton Allis (Boston, 11 de maio de 1942) é um ex-ciclista olímpico norte-americano. Representou sua nação nos Jogos Olímpicos de Verão de 1964, 1968 e 1972.